# Dakota Mathias
Dakota Mathias (Elida, Ohio, 11 de juliol de 1995) és un jugador de bàsquet nord-americà. Amb 1,93 metres d'altura juga en la posició d'escorta.

## Carrera esportiva
Es va formar als Purdue Boilermakers de la Universitat Purdue, a Indiana, on va jugar durant quatre temporades a l'NCAA. En la seva darrera temporada a la lliga universitària nord-americana va obtenir una mitjana de 12 punts, 4,1 rebots i 3,9 assistències en un total de 37 partits. A més, es va convertir en el segon millor triplista de la generació del seu Draft amb un percentatge del 46,6% des de la llarga distància.
A l'estiu de 2018 va competir en la lliga d'estiu de l'NBA amb els Cleveland Cavaliers, amb una mitjana de 4,5 punts amb un 35% en tirs de camp, en 15,3 minuts a la pista. Aquell mateix estiu es converteix en jugador del Divina Seguros Joventut de la Lliga ACB, per viure la seva primera experiència com a professional. En el mes de febrer va rebre un permís de 10 dies per anar als Estats Units a consultar un metge especialista per la lesió de turmell que sofria. Mathias no es va reincorporar a la disciplina del club a temps, i finalment el 5 de març va arribar a un acord amb la Penya per rescindir el seu contracte. A l'estiu següent va disputar la lliga d'estiu de l'NBA amb els Lakers, fent uns números prou bons com per acabar signant contracta amb els Dallas Mavericks.
L'estiu de 2023 signa pel ratiopharm Ulm de la lliga alemanya, tornant així a Europa.

## Estadístiques

### NCAA
| Any        | Equip               | PJ  | 5i | Min  | %2P  | %3P  | %TL  | Reb | Ass | Rec | Tap | Punts | Val  |
| ---------- | ------------------- | --- | -- | ---- | ---- | ---- | ---- | --- | --- | --- | --- | ----- | ---- |
| 2014-15    | Purdue Boilermakers | 34  | 17 | 19,6 | 32,7 | 32,2 | 71   | 2,1 | 1,4 | 0,5 | 0,1 | 4,8   | 9    |
| 2015-16    | Purdue Boilermakers | 35  | 5  | 19   | 40,8 | 38,6 | 86,4 | 2,2 | 2,3 | 0,3 | 0,1 | 5,5   | 13,2 |
| 2016-17    | Purdue Boilermakers | 35  | 35 | 31,8 | 47   | 45,3 | 82,1 | 3,9 | 3,8 | 0,9 | 0,1 | 9,7   | 14,3 |
| 2017-18    | Purdue Boilermakers | 37  | 37 | 31,4 | 47,2 | 46,6 | 82,5 | 4,1 | 3,9 | 1,2 | 0,2 | 12    | 18,8 |
| Total NCAA | Total NCAA          | 141 | 94 | 25,6 | 43,4 | 41,9 | 80,5 | 3,1 | 2,9 | 0,7 | 0,1 | 8,1   | 14,7 |

### Summer League
| Any                 | Equip               | PJ | 5i | Min  | %2P  | %3P | %TL  | Reb  | Ass  | Rec | Tap | Punts | Val  |
| ------------------- | ------------------- | -- | -- | ---- | ---- | --- | ---- | ---- | ---- | --- | --- | ----- | ---- |
| 2018-19             | Cleveland Cavaliers | 6  | 0  | 15,3 | 34,8 | 30  | 83,3 | 1,67 | 0,83 | 0,5 | 0   | 4,5   | 10,2 |
| Total Summer League | Total Summer League | 6  | 0  | 15,3 | 34,8 | 30  | 83,3 | 1,67 | 0,83 | 0,5 | 0   | 4,5   | 10,2 |

### Lliga ACB
| Any       | Equip     | PJ | 5i | Min  | %2P | %3P | %TL | Reb | Ass | Rec | Tap | Punts | Val |
| --------- | --------- | -- | -- | ---- | --- | --- | --- | --- | --- | --- | --- | ----- | --- |
| 2018-19   | Joventut  | 12 | 5  | 20,3 | 48  | 37  | 100 | 2,4 | 0,8 | 0,5 | 0   | 8,5   | 5,7 |
| Total ACB | Total ACB | 12 | 5  | 20,3 | 48  | 37  | 100 | 2,4 | 0,8 | 0,5 | 0   | 8,5   | 5,7 |